# Awoda
Awoda es un pueblo en Bar el Gazal del Norte, Sudán del Sur.

## Ubicación
Awoda se encuentra en la carretera que conduce al sur desde Aroyo hasta la B41. La B41 corre entre Wau y Deim Zubeir. Hay una pequeña pista de aterrizaje al sureste del pueblo. El Centro de Atención Primaria de Salud de Awoda está al noroeste del centro del pueblo.

## Problemas de salud
Un informe de 2001 de la Oficina de las Naciones Unidas para la Coordinación de Asuntos Humanitarios (OCHA, por sus siglas en inglés) señaló que los aldeanos sufrían enfermedades transmitidas por el agua, como el gusano de Guinea, la oncocercosis y el cólera, que podrían reducirse si a la gente se le diera la infraestructura y se les enseñara cómo hacer buenos pozos en los lechos de los ríos, y recibieran educación sobre agua y saneamiento. Otros problemas incluían enfermedades de transmisión sexual, lepra y sarampión. Diez mil desplazados internos vivían con sus parientes en Awoda, mucho más de lo que los residentes podían soportar. Necesitaban comida, mantas, mosquiteros, cobijo, ollas y recipientes de agua.

## Eventos recientes
El 10 de julio de 2014, un grupo de soldados que había desertado sitiaron el complejo de la empresa constructora africana Kongdai entre Aroyo y Awoda. Saquearon alimentos y medicinas de las clínicas. Las comunidades afectadas se refugiaron cerca de edificios gubernamentales. Los soldados saquearon alimentos y otros artículos domésticos del recinto y de las aldeas alrededor de Aroyo y Awoda, cargando lo que habían tomado en un vehículo robado.